# Cy Coleman
Pour les articles homonymes, voir Coleman.
Cy Coleman de son vrai nom  Seymour Kaufman (né le 14 juin 1929 à New York aux États-Unis et mort le 18 novembre 2004 d'une crise cardiaque), est un compositeur et pianiste américain qui a composé plusieurs morceaux devenus des standards de jazz comme Big Spender ou Witchcraft.

## Biographie
Parmi ses pes plus célèbres comédies musicales on peut citer Little Me (d'après les « Mémoires » de Belle Poitrine), Sweet Charity (d'après Les Nuits de Cabiria), ou encore Barnum.
Cy Coleman a aussi enregistré plusieurs albums de jazz en trio ou avec divers orchestres. Peu connus, ces enregistrements sont pourtant excellents.

## Discographie sélective (jazz)
- Cool Coleman (Winchester)
- Cy Coleman Trio (DRG)